# Виндсёрфинг
Виндсерфинг (англ. Windsurfing) — вид парусного спорта и водного развлечения, в основе которого лежит мастерство управления на водной поверхности лёгкой доской небольшого размера с установленным на ней парусом.
Спортивный снаряд, используемый в виндсерфинге, называется «парусной доской» или «виндсерфом» и состоит из лёгкой доски обтекаемой формы длиной 2,0—4,7 м, выполненной из плавучего материала, и закреплённой на ней в гибком соединении мачты с парусом.
Парусная доска представляет собой упрощённую модель парусного судна, лишённого руля. Управление осуществляется путём наклона мачты с парусом, а при движении в режиме глиссирования также с помощью наклона самой доски с борта на борт. Скорость и направление движения зависят от положения паруса относительно ветра. Положение паруса контролируется спортсменом («виндсерфером»), удерживающим его руками за поперечину, именуемую гиком.
Движение на парусной доске возможно при любой силе ветра. Опытные спортсмены владеют техникой движения на волнах, а также выполнения прыжков различной степени сложности.
В настоящее время виндсерфинг является не только зрелищным видом спорта, но и популярным водным развлечением для широкого круга людей, выбирающих активный отдых.
Движение на парусной доске может осуществляться двумя основными способами:
- водоизмещающий режим. Доска поддерживается на плаву за счёт силы Архимеда, вследствие чего частично погружена в воду. Скорость движения в таком режиме относительно невысокая за счёт большого сопротивления воды.
- режим глиссирования. Доска удерживается на поверхности воды за счёт подъёмной силы набегающего потока. Выход на глиссирование возможен при достижении определённой скорости, что требует высокой скорости ветра (около 6-7 м/с) и большого опыта управления парусной доской. Наиболее широкие гоночные доски («Формула виндсерфинга») с большим парусом могут глиссировать при ветре 3-4 м/с.

Для управления парусной доской подходит любой открытый водоём, однако благодаря благоприятному климату наибольшую популярность среди российских спортсменов и любителей виндсерфинга приобрели Ейский район Краснодарского края, в том числе коса Долгая, побережья в районе Анапы и Сочи, пляжи крымского озера Донузлав.
Для исключения неудобств от нестабильной силы ветра на открытых водоёмах был изобретён виндсерфинг в закрытом помещении.

## История
История развития плавательных средств, снабжённых парусом, насчитывает несколько тысячелетий. В частности, прообразы современных парусных досок с незапамятных времён использовались жителями Полинезии.
В соответствии с судебным решением изобретателем парусной доски был признан британец Питер Чилверс, который в 1958 году в возрасте 12 лет создал прототип современного виндсерфа.
Изобретение современного виндсерфинга также связывают с другими именами.
Американцу Ньюману Дарби приписывается идея закрепления паруса на плавающей платформе, которые планировалось производить в промышленных масштабах. Чертёж Дарби был опубликован в 1965 году в августовском номере журнала Popular Science. Уже в 1954 году им была организовала компания под названием Darby Industries, которая должна была заниматься производством первых прототипов досок. Однако в то время Дарби не удалось придать своему предприятию коммерческий успех.
Создателями прототипа современной парусной доски считаются канадцы Джеймс Дрейк и Фред Пейн, которые начали (1960) свои эксперименты по установке паруса на доску для катания в прибойной волне. Дрейк вместе с американцем Хойлом Швейцером изготовил (1967) первые промышленные образцы парусной доски, которой было дано название «виндсерфер» (англ. Windsurfer) — от английских слов wind — ветер и surf — прибой.. Дрейк создал дизайн первой доски с треугольным парусом. Швейцер популяризовал этот вид спорта. Изобретённые Дрейком и Хойлом доски были названы «Baja Boards», однако торговец из Сиэтла, взявшийся за продажу нового оборудования, предложил название «виндсерфер» (англ. Windsurfer), которое стало впоследствии товарным знаком. В 1973 году Швайцер полностью выкупил у Дрейка права на патент парусной доски и занялся единоличным развитием бизнеса.
Хойлу некоторое время не удавалось найти в США партнёра, заинтересованного в массовом производстве оборудования для виндсерфинга, и его поиски переместились в Европу, где он заключил договор с текстильной компанией Koninklijke Ten Cate NV. В 1973 году Швайцер организовал производство досок в Голландии. Он продолжал технически совершенствовать оборудование и стремился к максимально возможному удешевлению производства досок, парусов и прочего оборудования. Стеклопластик как материал для производства досок был заменён на более прочный и долговечный материал — полиэтилен.
Коммерческий успех производства оборудования для виндсерфинга привлёк в эту сферу и другие европейские компании. В 1983 году Хойл попытался через швейцарский суд защитить свои права на патент, но суд был проигран в пользу компании-производителя оборудования Мистраль (англ. Mistral), которая в качестве доказательства своей добросовестности в производстве досок предоставила чертёж доски Дарби, созданный задолго до регистрации патента Швайцера.
1970-е годы ознаменовались патентными судебными разбирательствами как в Европе, так и в США. Основой для судебных споров являлась разница в терминологии, применяемой производителями оборудования. Доска Швайцера имела собственное имя «Виндсерфер» (англ. «Windsurfer»), конкуренты же использовали для аналогичной продукции более общий термин «парусная доска» (англ. «sailboard»), что, наряду с другими аргументами, позволяло говорить о спорности притязаний Хойла.
Соревнования «Формула виндсерфинга» впервые были проведены во Франции 24 марта 1998 года. За 4 дня соревнований провели десять гонок. Скорость ветра составляла от 6 до 12 узлов (4-7 м/с). Соревнование выиграл Эрик Тиме на доске длиной 2,75 м и парусом 10 м².

## Доски
В 1970-х и 1980-х годах виндсерфинг разделялся по дивизионам. В то время все доски были достаточно большими, и, как правило со швертом (daggerboard). Доски с плоским днищем относились к I дивизиону (Windsurfer, Windglider). Доски с водоизмещающим корпусом, как лодки или яхты относились к II дивизиону (Lechner). И, наконец, доски-тандемы с двумя и более парусами относились к III дивизиону. Короткие доски без шверта обозначались как просто «доски для удовольствия» (Funboard). Сегодня классификация досок сильно поменялась и сейчас деление ведётся по типам:
- Олимпийский класс — монотип, принятый олимпийским комитетом для участия в Олимпийских играх. Первым олимпийским классом был Виндгляйдер Остерманна (Windglider), за ним Лехнер (Lechner), потом Мистраль (Mistral One design). На сегодняшний день это RS:X — универсальная доска со швертом и большим количеством настроек. Во время гонки спортсмен двигает мачту по погону на доске, добивает и травит парус по гику и по мачте и регулирует наклон шверта. Олимпийская доска рассчитана на гонки в любых условиях и годится как для водоизмещающего режима, так и для глиссирующего. В олимпийских гонках разрешён и широко применяется пампинг (гребки парусом).
- Формула (Formula Windsurfing) — широкие доски (около 1 метра), объёмом в основном от 130 литров и больше. Предназначены для использования в широком ветровом диапазоне (от 3-4 до 15-17 м/с) в сочетании с большими парусами (до 12,5 м²). Длинный плавник (65—70 см) позволяет идти довольно круто к ветру. Из бесшвертовых досок, «Формула» лавируется лучше всего.
- Вейв (Wave) — доски для катания по волнам. Отличаются маленьким размером (длина 230—260 см, ширина 50—60 см) и объёмом (65—90 литров). Приспособлены для выполнения прыжков с волны и специфических поворотов на волне, многие из которых заимствованы из классического серфинга.
- Фристайл (Freestyle) — доски для трюков. Более широкие, чем вейв, эти доски приспособлены для выполнения на гладкой воде таких акробатических трюков, как Вулкан (Vulcan), Спок (Spock), Флака (Flaka) и других элементов, сочетающих в себе, как правило, прыжок, обороты, сальто и их всевозможные комбинации.
- Слалом (Slalom) — доски для гонок под ветер. Облегчённые доски, приспособленные для достижения максимальной скорости на полных курсах.
- Скоростные (Speed) — доски, предназначенные для установления рекордов скорости, как правило узкие и длинные.
- Доски для свободного катания (Freeride) — универсальные доски для любителей. Наиболее распространённый вид досок, рассчитанный на средний уровень подготовки. В зависимости от опыта и веса спортсмена различаются по литражу от 100 литров до 170 литров. Могут иметь шверт.
- Доски для начинающих (Beginers, Rookie) — доски большого объёма (до 240 литров), оборудованные швертом (daggerboard).
- Детские доски (Kids) — доски для детей. Лёгкие доски с лёгким рангоутом, рассчитанные на небольшой рост и вес спортсмена.

Кроме того, существуют доски, предназначенные для установления рекордов скорости.

## Паруса
Парус для виндсерфинга представляет собой вертикальное крыло. Движущая сила возникает за счёт подъёмной силы крыла.
Паруса изготавливают из полиэфирной плёнки, полиэфирной ткани (капрон, лавсан, дакрон) или майлара. Для усиления может использоваться кевларовая сетка.
Парус для виндсерфинга, как правило, имеет треугольную форму. Кромка паруса называется шкаториной (сторона треугольника). По передней шкаторине парус имеет мачткарман, в который продевается мачта. Латы — жёсткие пластины, идущие перпендикулярно мачте — служат для увеличения жёсткости паруса и придания ему формы. В нижнем углу паруса (галсовый угол) предусмотрено крепление. Это либо вшитое кольцо, либо люверс, либо блок роликов. Если на парусе только кольцо или люверс, то необходим ещё и крючок с роликами, чтобы набивать (натягивать) парус по мачте. Другая система роликов находится на стакане в основании мачты. Верёвка (оттяжка), пропущенная через эти ролики, образует полиспаст, позволяющий приложить значительные усилия для набивки паруса. Задний угол (дальний от мачты) называется шкотовым. Гик одним концом крепится к мачте, к другому концу (нок) с помощью верёвки (оттяжки) крепится шкотовый угол паруса. Гик, охватывающий парус с двух сторон, называется Уишбон (Wishbone). Кромка паруса от шкотового до галсового угла называется нижней шкаториной. Верхний угол паруса называется топ. Обычно топ имеет упор для верха мачты. Иногда на парусах размером до 6 м² используют настраиваемый топ (вариатоп) с ремнём и стопором. Для больших и гоночных парусов в топ встроен подшипник, чтобы парус легче закручивался по мачте.
Принципиально паруса разделяются на упорные (камберные) и простые. В камберных парусах на латы устанавливают от одного до пяти пластиковых упоров (камберов), которые служат для удержания формы. Камберные паруса дают лучшую тягу, но тяжелее и сложнее обычных. Обычно камберы ставят на парусах большой площади, используемых для гонок.
Главной характеристикой паруса является его площадь. Площадь парусов варьируется от 0.5 м² (детские паруса) до 13 м².

## Дополнительное снаряжение
- Трапеционные лини — петли, закреплённые на гике, за которые цепляются крюком трапеции.
- Трапеция — широкий пояс, жилет и т. п., снабжённый специальным крюком. Служит для снижения нагрузки на руки во время катания. Трапеции бывают нескольких видов: сидячие, поясные, верхние.
- Гидрокостюм — неопреновый костюм для сохранения тепла при нахождении в воде.
- Спасательный жилет — жилет для повышения плавучести спортсмена.

## Дисциплины и классы
- Олимпийский класс — RS:X
- Формула
- Слалом
- Фристайл
- Super X (супер-икс, супер-кросс)
- Wave (Вэйв)
- ДНК 5.0, 6.8
- Techno 293 (5.8; 6.8; 7.8; 8.5)

### Олимпийский класс
- 1984 Летние Олимпийские игры (Лос-Анджелес): Windglider;
- 1988 Летние Олимпийские игры (Сеул): Lechner Division II;
- 1992 Летние Олимпийские игры (Барселона): Lechner A-390;
- 1996 Летние Олимпийские игры (Атланта): Mistral One Design;
- 2000 Летние Олимпийские игры (Сидней): Mistral One Design;
- 2004 Летние Олимпийские игры (Афины): Mistral One Design;
- 2008 Летние Олимпийские игры (Пекин): Neil Pryde RS:X;
- 2012 Летние Олимпийские игры (Лондон): Neil Pryde RS:X;
- 2016 Летние Олимпийские игры (Рио-де-Жанейро): Neil Pryde RS:X;
- 2020 Летние Олимпийские игры (Токио): Neil Pryde RS:X;

2020 год стал последним годом олимпийского виндсерфинга. Его заменил виндфойлинг - виндсерфинг с подводным крылом, класс IQFOiL.
- 2024 Летние Олимпийские игры (Париж): iQFOiL;
- 2028 Летние Олимпийские игры (Лос-Анджелес): iQFOiL.

### Формула виндсерфинга
Предпосылкой для появления Формулы виндсёрфинга стало появление в 90-х годах особого типа оборудования — фанборда (от англ. funboard — «доска для удовольствия»), предполагающего большие паруса и доски без шверта, что обеспечило раннее глиссирование. Концепция Формулы зародилась во Франции, где в 1998 году в Бресте были проведены первые соревнования в классе Formula Windsurfing. В 1999 году в этом классе были проведены 4 регаты, в том числе и чемпионат мира в Бельгии, победителем которого стал Войцех Бжозовский из Польши. Также в этом году были предприняты попытки утвердить класс Formula Windsurfing как олимпийский, но заявка была отклонена. В 2001 году Formula Windsurfing была утверждена как международный класс ISAF.Сейчас Формула является крупным международным неолимпийским гоночным классом. Ежегодно проводятся множество соревнований различного уровня.
Формула представляет собой бокс-класс — оборудование спортсменов не является для всех одинаковым, однако должно вписываться в определённые рамки, очерченные правилами класса. Доска должна быть сертифицирована как «Formula», шириной не более 1005 мм и массой не менее 8,5 кг, длина плавника — до 70 см, площадь паруса зависит от дивизиона: до 12.5 м² для мужчин, до 11 м² для юношей (до 20 лет) и женщин и до 10 м² для юниоров (до 17 лет). В остальном спортсмены могут выбирать снаряжение по своему усмотрению.
Гонки так же, как и в RS:X, проходят в формате курс-рейс, но только в режиме глиссирования (у формулы оно начинается в 4-6 м/с).

### Слалом
Слалом в виндсерфинге — гонки самыми быстрыми курсами (галфвинд и бакштаг). Доски для этих соревнований изготавливаются с расчётом на скорость. Соревнования в слаломе проводятся при ветре от 14 узлов (около 7,2 м/с).
Дистанция слаломных гонок обычно «змейка»: старт, от 3 до 5 буёв и финиш. Иногда используют схему «восьмёрка»: старт с берега, 2 буя, которые нужно обогнуть по 2 — 5 раз одним бортом и финиш. Серьёзные соревнования по дистанции «восьмёрка» не проходят, так как есть вероятность столкновения гонщиков на встречных курсах.
Современный виндсерфинг-слалом регулируется правилами «Слалом-63» (Slalom 63). Число означает, что каждый участник может заявить на гонки 6 парусов и 3 доски для разных условий. Ранее использовалась формула 42. К другим ограничениям относятся: предел ширины доски не более 85 см и размер паруса не более 10 м². В мировом кубке PWA действует ещё одно ограничение: можно использовать только те паруса и доски, что аффилированы (зарегистрированы и разрешены) профессиональной ассоциацией виндсерфинга.

### Фристайл
В отличие от гоночных дисциплин, фристайл — показательная дисциплина. За определённое время спортсмен должен показать максимальное количество акробатических трюков. Судьи оценивают как количество, так и сложность выполненных элементов. Каждый элемент может исполняться на разных галсах, и в таком случае оценивается, как два разных трюка.

### Super X
Суперкросс — гоночная дисциплина, где при движении по дистанции надо перепрыгивать препятствия и проделывать трюки, указанные в гоночной инструкции. Дистанция устанавливается под ветер, как в слаломе. Красота трюков не оценивается. Побеждает тот, кто проехал всю дистанцию, проделал все указанные акробатические трюки и пришёл первым.

### Wave
Схожие с фристайлом соревнования, но элементы выполняются на прибойных волнах. Кроме того, оценивается умение кататься по волнам.

### ДНК 5.0, 6.8
Детский Национальный Класс России.
Начальный гоночный класс перед Техно классом, для маленьких детей.

### Техно 293
Международный класс (обычно после ДНК 5.0) Включает в себя больше дисциплин, к примеру 5.8(U13) — до 13 лет (включительно).

## Рекорды скорости
До 1995 года виндсерфингу принадлежал абсолютный рекорд скорости на воде под действием ветра, с 2010 этот рекорд перешёл к кайтбордингу.
10 апреля 2005 ирландец Финиан Майнард (Finian Maynard) достиг скорости 90.2 км/ч (25.05 м/с) на дистанции 500 метров (Saintes Maries de la Mer) (Франция).
Предыдущий рекорд 86.71 км/ч (24.08 м/с), установленный в 13 ноября 2004 был достигнут тем же спортсменом. Это вернуло виндсерфингу рекорд, который держался 11 лет за тримараном Yellow Pages Endeavour.
В 2007 году в Намибии в местечке Людериц, славящемся своими ветрами, при поддержке местных властей и бизнеса начали проводить мероприятия по установлению рекордов скорости на виндсерфинге и кайтинге. Сначала соревнования проводились в бухте, после был выкопан на берегу специальный канал.
5 марта 2008 года француз Антуан Альбо установил мировой рекорд скорости на виндсерфинге — 79.0 км/ч.
В ноябре 2012 года француз Антуан Альбо установил мировой рекорд скорости на виндсерфинге — 83.77 км/ч.
2 ноября 2015 года француз Антуан Альбо установил новый мировой рекорд скорости на виндсерфинге — 99.75 км/ч (27.71 м/с). При этом скорость ветра составляла порядка 20 м/с.

## Дополнительная информация
Организации:
- ISAF — International Sailing Federation. Международная парусная федерация. Главная организация, регулирующая правила парусных гонок (Racing Rules of Sailing).
- PWA — Professional Windsurfing Association. Организация мирового тура по виндсерфингу и профессионального рейтинга виндсерферов.
- IWA — International Windsurfing Association. Международная ассоциация виндсерфинга.
- EFPT — European Freestyle Professional Tour. Европейский тур профессионального виндсерфинг-фристайла.
- IFWA — International Formula Windsurfing Association. Международная ассоциация класса Формула.
- IFCA — International Funboard Class Association. Международная ассоциация фанборд-классов (слалом, вейв и фристайл).